# Ignasi Ponsetí Vives
El Doctor Ignasi Ponsetí i Vives (Ciutadella de Menorca, 3 de juny de 1914 - Iowa City, 18 d'octubre de 2009) va ser Professor Emèrit del Departament de Cirurgia Ortopèdica de l'Hospital Universitari de Iowa. És conegut mundialment per haver desenvolupat durant la dècada dels anys 50 el Mètode Ponsetí per a la correcció del peu equí-var congènit.

## Biografia
Nascut el 3 de juny de 1914 a Ciutadella de Menorca, Ponsetí va estudiar medicina a la Universitat de Barcelona i va abandonar el país en esclatar la Guerra Civil espanyola l'any 1936. Després de passar un temps a Mèxic, Ponsetí s'instal·là a Iowa (USA) on va completar la seva especialitat en traumatologia ortopèdica. Fins als darrers dies de la seva vida el Dr. Ponsetí no va deixar de visitar pacients a la clínica que porta el seu nom, Ponseti Clubfoot Clinic, fundada fa 65 anys. El Dr. Ponsetí va instruir a metges d'arreu del món, desenvolupà noves pròtesis ortopèdiques i va editar en DVD la seva tècnica coneguda com a Mètode Ponsetí.
Però durant els 65 anys de carrera professional, el Dr. Ponsetí ha contribuït no només amb la correcció del peu equí-var congènit, sinó que ha publicat més de 140 articles de diferents matèries relacionades amb la cirurgia ortopèdica, principalment la investigació del desenvolupament i trastorns de l'os congènit, trastorns del creixement esquelètic en nens i sobre la bioquímica del cartílag. Va ser pioner, a principis dels anys 50, en l'efecte de l'amino nitril sobre el col·lagen, va definir el model de curvatura de l'escoliosi idiopàtica, i va ser el primer a demostrar que les corbes progressen després de la maduresa esquelètica. També va conduir molts estudis que avaluen els resultats del tractament per a la dislocació congènita del maluc, el peu deformat i l'escoliosi.

## Premis i reconeixements
- 1955 Premi Kappa Delta per la recerca en matèria ortopèdica.
- 1960 Medalla d'Or de Ketoen, American Medical Association.
- 1966 Commonwealth Fellowship.
- 1966 Premi Lawrence Pool, University of Edinburgh, Escòcia.
- 1975 Premi Shands Lecture, Orthopaedic Research Society.
- 1983 Simposium Internacional Ignasi V. Ponsetí.
- 1984 Doctor Honoris Causa, Universitat de Barcelona, Barcelona, Espanya.
- 1985 Medalla d'Or de Ciutadella, Menorca, Espanya.
- 1988 Membre Honorífic, Pediatric Orthopedic Society.
- 2002 American Academy of Orthopaedic Surgeons - premi pel video sobre el Tractament del Peu Equí-var Congènit.
- 2003 Premi AOA-Zimmer per la distingida contribució a l'ortopèdia.
- 2006 Premi Pediatric Orthopaedic Society of North American.
- 2006 Premi Humanitari, Iowa Orthopaedic Society James J. Puhl MD.
- 2006 Medalla al Mèrit Màxim, European Pediatric Orthopaedic Society.
- 2007 Premi Children's Miracle Network, Orlando, FL.